# Sport-Club Dornach 2022-2023
Questa voce raccoglie le informazioni riguardanti il Sport-Club Dornach nelle competizioni ufficiali della stagione 2022-2023.

## Stagione
Nella stagione 2022-2023 il Dornach, allenato da Dejan Rakitic, concluse il campionato di Prima Lega al 16º posto.

## Rosa
| N. |                                 | Ruolo | Calciatore        |
| -- | ------------------------------- | ----- | ----------------- |
| 1  | Svizzera (bandiera)             | P     | Emre Sahin        |
| 4  | Bosnia ed Erzegovina (bandiera) | D     | Sead Jakupović    |
| 5  | Camerun (bandiera)              | D     | Théodore Efouba   |
| 8  | Svizzera (bandiera)             | C     | Berkant Eraslan   |
| 9  | Svizzera (bandiera)             | A     | Željko Madzarevic |
| 10 | Kosovo (bandiera)               | C     | Valon Muslija     |
| 11 | Francia (bandiera)              | C     | Yannick Bato      |
| 14 | Svizzera (bandiera)             | C     | Yannis Schweitzer |
| 19 | Ghana (bandiera)                | A     | Francis Asamoah   |
| 20 | Svizzera (bandiera)             | C     | Gabriel di Noto   |
| 21 | Croazia (bandiera)              | A     | Kristian Pleic    |
| 22 | Svizzera (bandiera)             | C     | Marius Blatter    |

| N. |                     | Ruolo | Calciatore          |
| -- | ------------------- | ----- | ------------------- |
| 23 | Francia (bandiera)  | A     | Mohamed Coulibaly   |
| 24 | Svizzera (bandiera) | D     | Roman Lehmann       |
| 25 | Svizzera (bandiera) | P     | Lukas Hipp          |
| 27 | Svizzera (bandiera) | D     | Elias Kägi          |
| 28 | Svizzera (bandiera) | C     | Gerarld Tekwa       |
| 34 | Svizzera (bandiera) | C     | Mustafa Muharemović |
| 53 | Svizzera (bandiera) | C     | Erik Rieser         |
| 77 | Kosovo (bandiera)   | C     | Kaltrim Osaj        |
| 99 | Albania (bandiera)  | A     | Kushtrim Osaj       |
|    | Svizzera (bandiera) | P     | Theo Fischer        |
|    | Svizzera (bandiera) | P     | Nikola Veselinovic  |

## Organigramma societario
Area tecnica
- Allenatore: Dejan Rakitic
- Allenatore in seconda:
- Preparatore dei portieri:
- Preparatori atletici:

## Calciomercato

### Sessione estiva
| Acquisti | Acquisti           | Acquisti            | Acquisti |
| R.       | Nome               | da                  | Modalità |
| -------- | ------------------ | ------------------- | -------- |
| A        | Luftëtar Mushkolaj | Black Stars Basilea |          |
| D        | Jacob Bernauer     | Basilea U18         |          |
| A        | Yann Bery Nana     | Terre Sainte        |          |
| D        | Alessio De Pierro  | Basilea U18         |          |
| D        | Gil Gisin          | Basilea U18         |          |
| C        | Kaltrim Osaj       | Schötz              |          |
| A        | Atdhe Rashiti      | Black Stars Basilea |          |
| P        | Leon Separautzki   | Muttenz             |          |

| Cessioni | Cessioni           | Cessioni  | Cessioni |
| R.       | Nome               | a         | Modalità |
| -------- | ------------------ | --------- | -------- |
| D        | Jacob Bernauer     | Muttenz   |          |
| C        | Valon Muslija      | Aesch     |          |
| D        | Varun Kirupairajah | Binningen |          |

### Sessione invernale
| Acquisti | Acquisti        | Acquisti                        | Acquisti |
| R.       | Nome            | da                              | Modalità |
| -------- | --------------- | ------------------------------- | -------- |
| A        | Francis Asamoah | Muri                            |          |
| D        | Théodore Efouba | Template:Calcio Thonon Évian FC |          |
| P        | Lukas Hipp      | Basilea II                      |          |
| C        | Valon Muslija   | Aesch                           |          |

| Cessioni | Cessioni           | Cessioni            | Cessioni |
| R.       | Nome               | a                   | Modalità |
| -------- | ------------------ | ------------------- | -------- |
| A        | Yann Bery Nana     | Echallens           |          |
| A        | Luftëtar Mushkolaj | Delémont            |          |
| A        | Atdhe Rashiti      | Kukësi              |          |
| P        | Leon Separautzki   | Black Stars Basilea |          |
| D        | Robert Gjergjaj    | Pratteln            |          |
| C        | Bojan Saponja      | Black Stars Basilea |          |
| D        | Alessio De Pierro  | Muttenz             |          |
| D        | Abdallah Fahdy     | Concordia Basilea   |          |
| D        | Gil Gisin          | Black Stars Basilea |          |

## Risultati

### Prima Lega

#### andata
| Basilea 6 agosto 2022, ore 16:00 CEST 1ª giornata          | Black Stars Basilea | 2 – 0 referto | Dornach | Sportplatz Buschweilerhof |
| \| \| \| \| \| Fazlija 2’ Jankowski 14’ \| Marcatori \| \| |                     |               |         |                           |
|                                                            |                     |               |         |                           |
| Fazlija 2’ Jankowski 14’                                   | Marcatori           |               |         |                           |

| Dornach 13 agosto 2022, ore 16:00 CEST 2ª giornata                         | Dornach   | 2 – 2 referto         | Concordia Basilea | Sportanlage Gigersloch |
| \| \| \| \| \| Kägi 29’ Fahdy 58’ \| Marcatori \| 26’ Mandal 73’ Hasler \| |           |                       |                   |                        |
|                                                                            |           |                       |                   |                        |
| Kägi 29’ Fahdy 58’                                                         | Marcatori | 26’ Mandal 73’ Hasler |                   |                        |

| Emmen 20 agosto 2022, ore 18:00 CEST 3ª giornata                               | Emmenbrücke | 1 – 3 referto                 | Dornach | Sportanlage Gersag (500 spett.) |
| \| \| \| \| \| Bratanovič 60’ \| Marcatori \| 25’ Nana 52’ Kägi 89’ Saponja \| |             |                               |         |                                 |
|                                                                                |             |                               |         |                                 |
| Bratanovič 60’                                                                 | Marcatori   | 25’ Nana 52’ Kägi 89’ Saponja |         |                                 |

| Dornach 27 agosto 2022, ore 16:00 CEST 4ª giornata                               | Dornach   | 2 – 2 referto        | Muri | Sportanlage Gigersloch |
| \| \| \| \| \| Muharemović 29’ Gisin 81’ \| Marcatori \| 31’ Gmür 85’ Burkard \| |           |                      |      |                        |
|                                                                                  |           |                      |      |                        |
| Muharemović 29’ Gisin 81’                                                        | Marcatori | 31’ Gmür 85’ Burkard |      |                        |

| Wohlen 3 settembre 2022, ore 16:00 CEST 5ª giornata                  | Wohlen    | 3 – 1 referto | Dornach | Stadion Niedermatten |
| \| \| \| \| \| Vogt 4’, 67’ Tayey 75’ \| Marcatori \| 79’ Saponja \| |           |               |         |                      |
|                                                                      |           |               |         |                      |
| Vogt 4’, 67’ Tayey 75’                                               | Marcatori | 79’ Saponja   |         |                      |

| Dornach 10 settembre 2022, ore 16:00 CEST 6ª giornata                | Dornach   | 1 – 2 referto          | Thun II | Sportanlage Gigersloch |
| \| \| \| \| \| Agoussi 38’ \| Marcatori \| 80’ Marques 83’ Berger \| |           |                        |         |                        |
|                                                                      |           |                        |         |                        |
| Agoussi 38’                                                          | Marcatori | 80’ Marques 83’ Berger |         |                        |

| Köniz 21 settembre 2022, ore 20:00 CEST 7ª giornata                                                  | Köniz     | 1 – 3 referto                                       | Dornach | Sportplatz Liebefeld-Hessgut |
| \| \| \| \| \| Hajrullahu 23’ \| Marcatori \| 54’ (rig.) Coulibaly 72’ Nana 90’ (aut.) Stauffiger \| |           |                                                     |         |                              |
| |           |                                                     |         |                              |
| Hajrullahu 23’                                                                                       | Marcatori | 54’ (rig.) Coulibaly 72’ Nana 90’ (aut.) Stauffiger |         |                              |

| Dornach 24 settembre 2022, ore 16:00 CEST 8ª giornata            | Dornach   | 0 – 2 referto                  | Delémont | Sportanlage Gigersloch |
| \| \| \| \| \| \| Marcatori \| 13’ (rig.) Achour 90’ François \| |           |                                |          |                        |
|                                                                  |           |                                |          |                        |
|                                                                  | Marcatori | 13’ (rig.) Achour 90’ François |          |                        |

| Langenthal 2 ottobre 2022, ore 15:00 CEST 9ª giornata             | Langenthal | 1 – 2 referto      | Dornach | Sportplatz Rankmatte (350 spett.) |
| \| \| \| \| \| Karakurd 64’ \| Marcatori \| 33’, 40’ Coulibaly \| |            |                    |         |                                   |
|                                                                   |            |                    |         |                                   |
| Karakurd 64’                                                      | Marcatori  | 33’, 40’ Coulibaly |         |                                   |

| Dornach 8 ottobre 2022, ore 16:00 CEST 10ª giornata | Dornach   | 0 – 1 referto | Münsingen | Sportanlage Gigersloch |
| \| \| \| \| \| \| Marcatori \| 65’ Fryand \|        |           |               |           |                        |
|                                                     |           |               |           |                        |
|                                                     | Marcatori | 65’ Fryand    |           |                        |

| Neuchâtel 15 ottobre 2022, ore 16:00 CEST 11ª giornata                                                                           | Neuchâtel Xamax II | 5 – 3 referto                          | Dornach | La Maladière |
| \| \| \| \| \| Surdez 50’ (rig.), 64’ Arm 56’ Omeragic 59’ Sherzad 75’ \| Marcatori \| 22’ (rig.) Coulibaly 77’ Osaj 89’ Nana \| |                    |                                        |         |              |
| |                    |                                        |         |              |
| Surdez 50’ (rig.), 64’ Arm 56’ Omeragic 59’ Sherzad 75’                                                                          | Marcatori          | 22’ (rig.) Coulibaly 77’ Osaj 89’ Nana |         |              |

| Dornach 29 ottobre 2022, ore 16:00 CEST 12ª giornata    | Dornach   | 0 – 2 referto         | Soletta | Sportanlage Gigersloch |
| \| \| \| \| \| \| Marcatori \| 54’ Domoraud 79’ Mast \| |           |                       |         |                        |
|                                                         |           |                       |         |                        |
|                                                         | Marcatori | 54’ Domoraud 79’ Mast |         |                        |

| Langenthal 5 novembre 2022, ore 15:00 CET 13ª giornata  | Rotkreuz  | 2 – 0 referto | Dornach | Sportplatz Rankmatte (110 spett.) |
| \| \| \| \| \| Guto 12’ Krasniqi 33’ \| Marcatori \| \| |           |               |         |                                   |
|                                                         |           |               |         |                                   |
| Guto 12’ Krasniqi 33’                                   | Marcatori |               |         |                                   |

| Schötz 12 novembre 2022, ore 16:00 CET 14ª giornata  | Schötz    | 1 – 0 referto | Dornach | Fußballanlage Wissenhusen |
| \| \| \| \| \| Andrist 64’ (rig.) \| Marcatori \| \| |           |               |         |                           |
|                                                      |           |               |         |                           |
| Andrist 64’ (rig.)                                   | Marcatori |               |         |                           |

| Dornach 19 novembre 2022, ore 16:00 CET 15ª giornata | Dornach | 0 – 0 referto | Bassecourt | Sportanlage Gigersloch |

#### ritorno
| Dornach 26 novembre 2022, ore 16:00 CET 16ª giornata       | Dornach   | 0 – 2 referto            | Black Stars Basilea | Sportanlage Gigersloch (523 spett.) |
| \| \| \| \| \| \| Marcatori \| 17’ Pergjoka 52’ Babovic \| |           |                          |                     |                                     |
|                                                            |           |                          |                     |                                     |
|                                                            | Marcatori | 17’ Pergjoka 52’ Babovic |                     |                                     |

| Basilea 26 febbraio 2023, ore 14:00 CET 17ª giornata     | Concordia Basilea | 2 – 0 referto | Dornach | St. Jakob-Park (312 spett.) |
| \| \| \| \| \| Hasler 40’ Alessio 87’ \| Marcatori \| \| |                   |               |         |                             |
|                                                          |                   |               |         |                             |
| Hasler 40’ Alessio 87’                                   | Marcatori         |               |         |                             |

| Dornach 4 marzo 2023, ore 16:00 CET 18ª giornata                         | Dornach   | 1 – 2 referto              | Emmenbrücke | Sportanlage Gigersloch |
| \| \| \| \| \| Muslija 12’ \| Marcatori \| 33’ Meyer 85’ (rig.) Saliu \| |           |                            |             |                        |
|                                                                          |           |                            |             |                        |
| Muslija 12’                                                              | Marcatori | 33’ Meyer 85’ (rig.) Saliu |             |                        |

| Muri 12 marzo 2023, ore 14:30 CET 19ª giornata                                    | Muri      | 2 – 2 referto          | Dornach | Sportanlage Brühl Muri AG (270 spett.) |
| \| \| \| \| \| Milicaj 28’ Ferreira 67’ \| Marcatori \| 45’ Rieser 74’ Muslija \| |           |                        |         |                                        |
|                                                                                   |           |                        |         |                                        |
| Milicaj 28’ Ferreira 67’                                                          | Marcatori | 45’ Rieser 74’ Muslija |         |                                        |

| Dornach 18 marzo 2023, ore 16:00 CET 20ª giornata                         | Dornach   | 1 – 2 referto            | Wohlen | Sportanlage Gigersloch |
| \| \| \| \| \| Madzarevic 74’ \| Marcatori \| 54’ Kisisa 87’ Komatovic \| |           |                          |        |                        |
|                                                                           |           |                          |        |                        |
| Madzarevic 74’                                                            | Marcatori | 54’ Kisisa 87’ Komatovic |        |                        |

| Thun 26 marzo 2023, ore 14:00 CET 21ª giornata                      | Thun II   | 2 – 1 referto | Dornach | Stockhorn Arena |
| \| \| \| \| \| Ahmed 45’ Lekaj 74’ \| Marcatori \| 75’ Coulibaly \| |           |               |         |                 |
|                                                                     |           |               |         |                 |
| Ahmed 45’ Lekaj 74’                                                 | Marcatori | 75’ Coulibaly |         |                 |

| Dornach 1º aprile 2023, ore 16:00 CEST 22ª giornata    | Dornach   | 0 – 2 referto        | Köniz | Sportanlage Gigersloch |
| \| \| \| \| \| \| Marcatori \| 1’ Rinaldo 79’ Lokwa \| |           |                      |       |                        |
|                                                        |           |                      |       |                        |
|                                                        | Marcatori | 1’ Rinaldo 79’ Lokwa |       |                        |

| Delémont 8 aprile 2023, ore 18:00 CEST 23ª giornata                         | Delémont  | 3 – 0 referto | Dornach | Stadio La Blancherie (450 spett.) |
| \| \| \| \| \| Shala 41’ Achour 45’ Mushkolaj 90’ (rig.) \| Marcatori \| \| |           |               |         |                                   |
|                                                                             |           |               |         |                                   |
| Shala 41’ Achour 45’ Mushkolaj 90’ (rig.)                                   | Marcatori |               |         |                                   |

| Dornach 15 aprile 2023, ore 16:00 CEST 24ª giornata | Dornach   | 0 – 1 referto | Langenthal | Sportanlage Gigersloch |
| \| \| \| \| \| \| Marcatori \| 15’ Gjidoda \|       |           |               |            |                        |
|                                                     |           |               |            |                        |
|                                                     | Marcatori | 15’ Gjidoda   |            |                        |

| 23 aprile 2023, ore 14:30 CEST 25ª giornata | Münsingen | 2 – 3 | Dornach |  |

| Dornach 29 aprile 2023, ore 16:00 CEST 26ª giornata                  | Dornach   | 2 – 2 referto     | Neuchâtel Xamax II | Sportanlage Gigersloch |
| \| \| \| \| \| Muslija 24’, 53’ \| Marcatori \| 64’, 79’ Omeragic \| |           |                   |                    |                        |
|                                                                      |           |                   |                    |                        |
| Muslija 24’, 53’                                                     | Marcatori | 64’, 79’ Omeragic |                    |                        |

| 6 maggio 2023, ore 16:00 CEST 27ª giornata | Soletta | 5 – 2 | Dornach |  |

| 13 maggio 2023, ore 16:00 CEST 28ª giornata | Dornach | 3 – 2 | Rotkreuz |  |

| 20 maggio 2023, ore 16:00 CEST 29ª giornata | Dornach | 1 – 2 | Schötz |  |

| 26 maggio 2023, ore 20:15 CEST 30ª giornata | Bassecourt | 1 – 4 | Dornach |  |

## Statistiche

### Statistiche di squadra
| Competizione | Punti | In casa | In casa | In casa | In casa | In casa | In casa | In trasferta | In trasferta | In trasferta | In trasferta | In trasferta | In trasferta | Totale | Totale | Totale | Totale | Totale | Totale | DR  |
| Competizione | Punti | G       | V       | N       | P       | Gf      | Gs      | G            | V            | N            | P            | Gf           | Gs           | G      | V      | N      | P      | Gf     | Gs     | DR  |
| ------------ | ----- | ------- | ------- | ------- | ------- | ------- | ------- | ------------ | ------------ | ------------ | ------------ | ------------ | ------------ | ------ | ------ | ------ | ------ | ------ | ------ | --- |
| Prima Lega   | 23    | 15      | 1       | 4       | 10      | 13      | 26      | 15           | 5            | 1            | 9            | 24           | 33           | 30     | 6      | 5      | 19     | 37     | 59     | -22 |
| Totale       | 23    | 15      | 1       | 4       | 10      | 13      | 26      | 15           | 5            | 1            | 9            | 24           | 33           | 30     | 6      | 5      | 19     | 37     | 59     | -22 |

### Andamento in campionato
| Giornata  | 1  | 2  | 3 | 4 | 5  | 6  | 7  | 8  | 9  | 10 | 11 | 12 | 13 | 14 | 15 | 16 | 17 | 18 | 19 | 20 | 21 | 22 | 23 | 24 | 25 | 26 | 27 | 28 | 29 | 30 |
| --------- | -- | -- | - | - | -- | -- | -- | -- | -- | -- | -- | -- | -- | -- | -- | -- | -- | -- | -- | -- | -- | -- | -- | -- | -- | -- | -- | -- | -- | -- |
| Luogo     | T  | C  | T | C | T  | C  | T  | C  | T  | C  | T  | C  | T  | T  | C  | C  | T  | C  | T  | C  | T  | C  | T  | C  | T  | C  | T  | C  | C  | T  |
| Risultato | P  | N  | V | N | P  | P  | V  | P  | V  | P  | P  | P  | P  | P  | N  | P  | P  | P  | N  | P  | P  | P  | P  | P  | V  | N  | P  | V  | P  | V  |
| Posizione | 12 | 12 | 7 | 8 | 12 | 13 | 12 | 12 | 10 | 13 | 14 | 14 | 15 | 15 | 15 | 15 | 15 | 16 | 16 | 16 | 16 | 16 | 16 | 16 | 16 | 16 | 16 | 16 | 16 | 16 |

Legenda:

Luogo: C = Casa; T = Trasferta. Risultato: V = Vittoria; N = Pareggio; P = Sconfitta.